# María Isabel
 Der er for få eller ingen kildehenvisninger i denne artikel, hvilket er et problem. Du kan hjælpe ved at angive troværdige kilder til de påstande, som fremføres i artiklen.

María Isabel López Rodríguez (født 4. januar 1995 i Ayamonte, Spanien), kendt under sit artistnavn María Isabel, er en spansk barnesanger og vinder af Junior Eurovision Song Contest 2004. Hun vandt med sangen "Antes Muerta Que Sencilla'"og er den hidtil mest succesfulde deltager af Junior Eurovision Song Contest.[kilde mangler] María Isabel er tilmed også den yngste vinder af JESC nogensinde og vil formentligt altid være det, da reglerne siden er lavet om til, at man skal være 10 år for at deltage, og hun kun var 9 år, blot lidt yngre end tvillingerne, der vandt for Rusland i 2006.

## Singleudgivelser
- 2004 – "No me toques las palmas que me conosco"
- 2005 – "Número 2"
- 2006 – "Capricornio"
- 2007 – "Angeles S.A."